# Discovery World
Discovery World je američki program koji je počeo s emitiranjem 1999. pod imenom Discovery Civilization. Osnova emitiranja su bili povijesni dokumentarni filmovi.
18. travnja 2008. mijenja ime u sadašnje, a i dalje ga prati reputacija najboljeg programa povijesnog sadržaja. Osim povijesnih dokumentarnih filmova, još emitira i dokumentarne filmove o povijesti, kulturi, istragama i misterijama.
U Hrvatskoj se emitira putem Iskon.TV-a.

## Popularne emisije
Neke od popularnih emisija:
- Amazing Medical Stories
- Discovery Atlas
- Dr. G: Medical Examiner
- Everest: Beyond the Limit
- Final 24
- Monarchy
- More Industrial Revelations Europe
- Most Evil
- Weaponology
- Crime Investigations
- Biographies
- Psychic Witness
- Survivorman
- Zero Hour

## Vanjske poveznice
- Službena stranica
- Discovery Channel Europe
- TV raspored za područje Hrvatske  Arhivirana inačica izvorne stranice od 3. kolovoza 2009. (Wayback Machine)